# Short S.23 Empire
Dimensions
Le Short S.23 Empire est un hydravion à coque quadrimoteur. Il fut utilisé pour des voyages vers l'Égypte, l'Inde, l'Afrique de l'est et du sud, la Malaisie, Hong Kong et l'Australie.

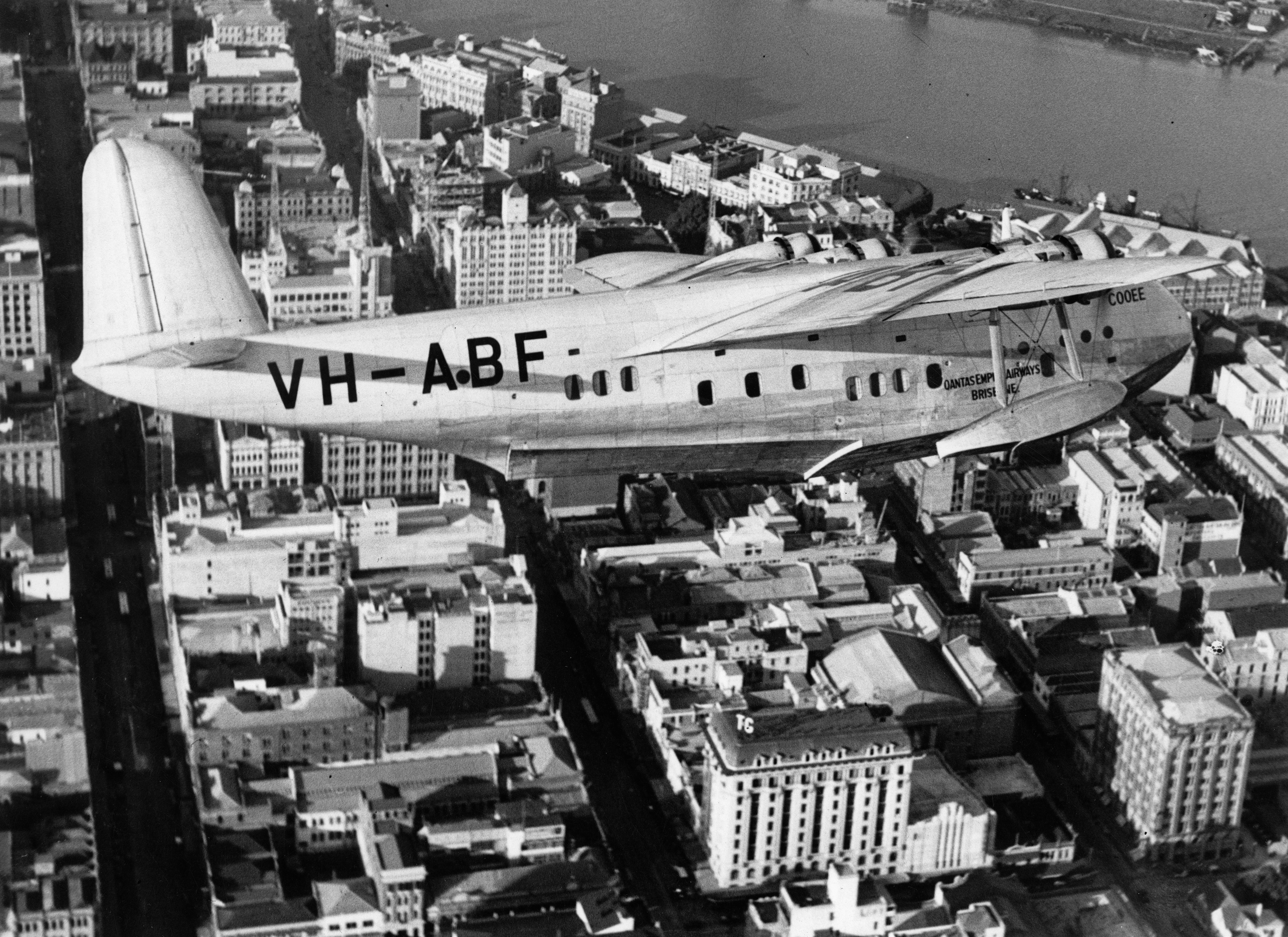
Le Cooee en vol au-dessus de Brisbane en 1938.

## Origine
Le S.23 est issu d'une demande formulée au début des années 1930 par Imperial Airways, compagnie desservant l'Empire britannique. Robert Hobart Mayo, responsable technique de la compagnie aérienne, formule la demande suivante : un avion capable de transporter 24 passagers, dans les conditions de très grand confort alors associées aux lignes longs-courriers,  plus leurs bagages et un chargement de courrier, avec une vitesse de croisière de 270 km/h sur des escales de 1 100 km. En 1934, Kingsley Wood, occupant le poste de ministre des Postes (British Postmaster General (en)), annonce que tout le courrier prioritaire international sera transporté par avion. Dans le contexte de l'époque, un tel appareil ne peut qu'être un hydravion, les aérodromes capables d'accueillir un avion aussi massif étaient quasiment inexistants. Le contrat est attribué en 1935 à Short Brothers qui construit le prototype dans son usine de Rochester. 
En parallèle, Short développe le Short S.25 Sunderland, de conception très proche, mais destiné à la Royal Air Force dans un rôle de patrouille maritime, cet avion joua un rôle primordial dans la bataille de l'Atlantique.

## Caractéristiques

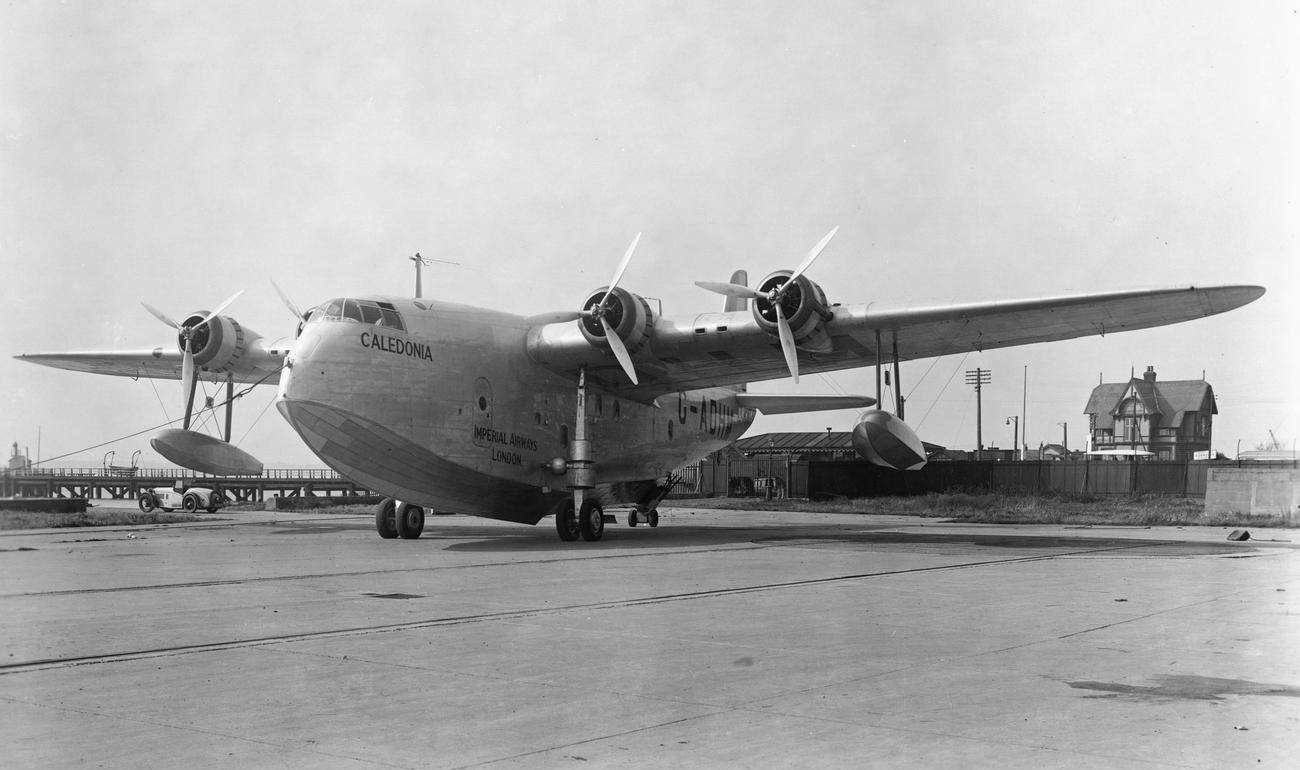
Au sol, sur son chariot.

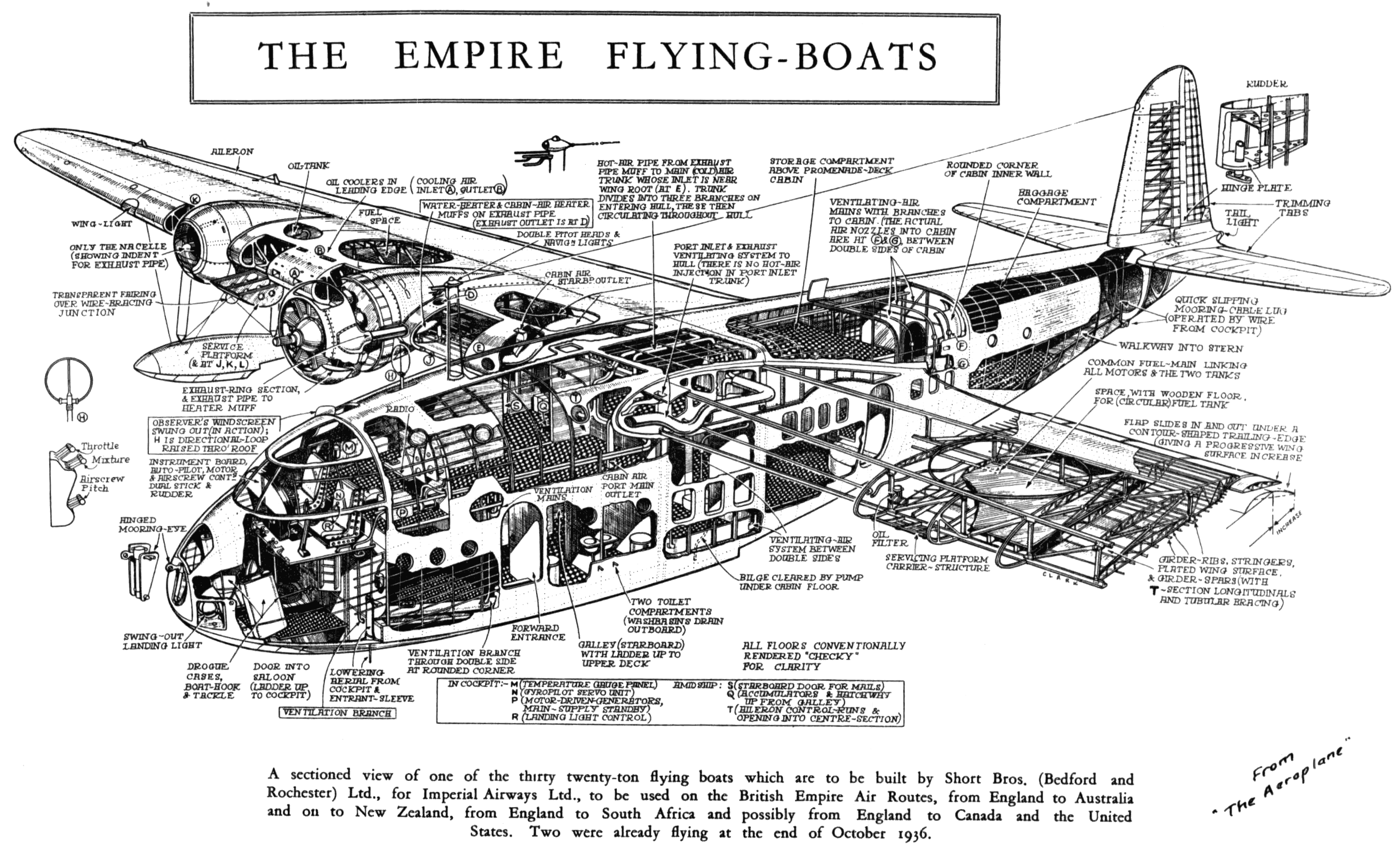
Écorché de l'appareil.

Le S.23 est un hydravion à coque quadrimoteur. Il n'est pas amphibie : ne possédant pas de train d'atterrissage, il ne peut se poser que sur l'eau. Lorsqu'il doit être sorti de l'eau, pour la maintenance par exemple, un chariot est fixé sous la coque. 
Les moteurs sont des Bristol Pegasus : il s'agit d'un moteur radial, neuf cylindres, refroidi par air, d'une puissance unitaire au décollage de 910 CV. Ils entraînent des hélices tripales à pas variable.
La construction de l'appareil fait largement appel à l'Alclad, une tôle d'aluminium résistant bien à la corrosion. 

## Service
Empire Airways, puis la BOAC qui lui succède, ont été les seuls acheteurs d'appareils neufs. Au total, 31 S-23 ont été produits, auxquels s'ajoutent 10 S-30 et 2 S-32. Néanmoins, quelques appareils ont ensuite été revendus à Qantas, ainsi qu'à une autre compagnie australienne, Tasman Empire Airways Limited (en).
Début 1937, les premiers S.23 entrent en service sur la connexion qui relie l'empire britannique (ainsi que des pays indépendants). Au départ de Southampton, les hydravions rallient d'abord Alexandrie, et de là, la ligne se divise en deux. La branche africaine dessert le Soudan et le Kenya et se termine à Durban en Afrique du Sud. La branche asiatique dessert la Palestine mandataire, l'Irak, les Indes (par Karachi, Delhi et Calcutta), puis Bangkok. De là, elle se divise à nouveau : une branche vers Hong Kong, l'autre vers la Malaisie, Singapour, l'Indonésie et finalement l'Australie, jusque Sydney. En 1939, une publicité d'Empire Airways donne la fréquence et la durée des vols : 
- 8 services/semaine jusqu'à Alexandrie, en 36 heures (depuis Southampton).
- 2 services/semaine jusqu'à Durban, en 6 jours.
- 5 services/semaine pour l'Inde, en 4 jours.
- 3 services/semaine jusqu'à l'Australie, en 8 jours.